# Taubaté (navio)
O vapor Taubaté foi o primeiro navio brasileiro atacado pela Alemanha Nazista durante a Segunda Guerra Mundial, em 22 de março de 1941, quando navegava do Chipre para Alexandria, no Egito, com um carregamento de batatas, lã e vinho.
O navio foi atacado no Mediterrâneo, quando se aproximava de seu destino, próximo à costa egípicia, por um avião da Luftwaffe que, depois de lançar bombas sem conseguir atingi-lo, metralhou a embarcação.
Segundo relato do comandante Mário Fonseca Tinoco, o navio ostentava nitidamente a bandeira brasileira pintada em ambas as bordas e, mesmo assim, o ataque não cessou, apesar de o comandante ter ordenado o içamento de uma bandeira branca no mastro principal. O comandante e os oficiais do vapor declararam ao consulado brasileiro em Alexandria que a aeronave trazia as insígnias da força aérea alemã.
Embora não tenha afundado o navio, o ataque causou a morte do primeiro brasileiro na guerra: o conferente José Francisco Fraga, morto no passadiço, vítima de uma rajada de metralhadora, bem como ferimentos em outros 13 tripulantes.
O Ministério das Relações Exteriores brasileiro apresentou as devidas reclamações junto à Embaixada Alemã no Rio de Janeiro, mas não obteve qualquer resposta. No ano seguinte, os ataques se intensificaram, o que constituiu no fator determinante para a entrada do Brasil na guerra contra as potências do Eixo.
Ironicamente, o navio de 5 099 toneladas construído em 1905 era de origem alemã, e foi operado pela North German Lloyd, sob o nome Franken, até 1917, quando foi, então, confiscado pelo governo brasileiro por ocasião da entrada no país na Primeira Guerra Mundial. Renomeado Taubaté, em 1925, foi comprado pelo Lloyd Brasileiro, à época ainda uma empresa privada. Sobreviveu à guerra, e operou até 1954, quando quebrou amarras em Recife vindo a encalhar com perda total.